# Burkhardt Krems
Burkhardt Krems (* 17. November 1943 in Döbern, Niederlausitz) ist ein deutscher Rechts- und Verwaltungswissenschaftler. Von 2001 bis 2007 war er Professor an der Hochschule des Bundes für öffentliche Verwaltung.

## Leben
Burkhardt Krems absolvierte im Jahr 1962 das Abitur in Berlin. Es folgte ein Studium der Rechts- und Verwaltungswissenschaften und der Politikwissenschaft in Berlin, USA und Speyer. Im Jahr 1979 wurde Krems mit einer Dissertation über „Grundfragen der Gesetzgebungslehre“ an der Universität Bielefeld promoviert. 
1979 wurde Krems Dozent für Betriebswirtschaftslehre der öffentlichen Verwaltung an der Fachhochschule des Bundes für öffentliche Verwaltung. Im Jahr 1984 war Krems Mitinitiator einer bundesweiten Aktionsgemeinschaft mit dem Titel: Juristen gegen Wald- und Menschensiechtum. 2001 erfolgte die Berufung an den Fachbereich Allgemeine Innere Verwaltung der FH Bund, Brühl und 2008 erfolgte seine Versetzung in den Ruhestand (zum 30. November 2008). Er ist weiter als Herausgeber des Online-Verwaltungslexikons olev.de tätig, seit September 2014 auch als Rechtsanwalt in Köln.

## Publikationen (Auswahl)
- Grundfragen der Gesetzgebungslehre, erörtert anhand neuerer Gesetzgebungsvorhaben, insbesondere der Neuregelung des Bergschadensrechts. Duncker & Humblot, Berlin 1979. [doi:10.3790/978-3-428-44493-9 doi:10.3790/978-3-428-44493-9] (open access).
- Sozialkompetenz als Qualifikationsziel, veröffentlicht in spectrum, Nr. 1/2003 (April 2003), S. 1-2 (PDF; 12 kB).
- Perspektiven einer Ausbildungsreform. In: Martin H. W. Möllers, Robert Christian van Ooyen, Hans-Thomas Spohrer (Hrsg.): Die Polizei des Bundes in der rechtsstaatlichen pluralistischen Demokratie. Springer VS, Wiesbaden 2003, S. 19–27. ISBN 978-3-663-09758-7.
- Ein Leitbild für den BRH? In: re:VISION Nr. 9, 3. Jahrgang (2004), S. 1–3 (PDF; 54 kB).
- Empfehlungen des Benchmarking Clubs. In: Sven Litzcke, Friedhelm Linssen, Frank Dulisch (Hrsg.): Evaluation an der FH. Konzepte und Ergebnisse aus den Fachbereichen, Brühl 2004, S. 55–72.
- Online-Verwaltungslexikon (Online-Publikation seit 1999, fortlaufend).